# Neubot
Neubot (acronimo di Network Neutrality Bot)  è un software open source sviluppato e mantenuto dal Centro Nexa su Internet e Società presso il Politecnico di Torino che raccoglie dati relativi alle prestazioni della rete e alla network neutrality.

## Caratteristiche
Una volta installato sul computer dell'utente il demone viene eseguito in background e periodicamente esegue vari test collegandosi ai server gestiti da Measurement Lab. Questi test emulano differenti protocolli (al momento HTTP e Bittorrent) oltre a trasmettere e ricevere pacchetti TCP. Le prestazioni sono misurate sia dal bot che attraverso Web100 a livello del Transport Layer.
Le misurazioni vengono salvate sia sui server di Measurement Lab che localmente e visualizzate tramite una interfaccia web. Questi dati vengono raccolti per fini di ricerca e pubblicati automaticamente online
 con licenza Creative Commons Zero (pubblico dominio), permettendo a chiunque di riutilizzarli liberamente.